# ليليان ووكر
ليليان ووكر (بالإنجليزية: Lillian Walker)‏ هي ممثلة أمريكية، ولدت في 21 أبريل 1887 ببروكلين في الولايات المتحدة، وتوفيت في 10 أكتوبر 1975 في ترينيداد وتوباغو.

## وصلات خارجية
- ليليان ووكر على موقع IMDb (الإنجليزية)
- ليليان ووكر على موقع قاعدة بيانات الفيلم (الإنجليزية)